# Червёнка-Лещины
Червёнка-Лещины (пол. Czerwionka-Leszczyny)  —  город  в Польше, входит в Силезское воеводство,  Рыбницкий повят.  Имеет статус городско-сельской гмины. Занимает площадь 38,52 км². Население — 28 840 человек (на 2005 год).